# Norsborgs herrgård

Norsborgs herrgård är en herrgård och tidigare säteri i gamla Norsborg vid Mälaren i Botkyrka socken i Botkyrka kommun. Gården uppfördes i slutet av 1700-talet på uppdrag av Johan Liljencrantz, som även ägde Slagsta gård och Fittja gård och som tidigare även lät uppföra huvudbyggnaden på Sturehovs slott i närheten. Liljencrantz var tidigare finansminister hos Gustav III, och också ägare till Mariebergs porslinsfabrik, vars kakelugnar är kända för sin vita glasyr. Herrgården är en av Stockholms så kallade Bornsjöegendomarna och ingår i ett större område av riksintresse. 
Huvudbyggnaden brann ner till grunden den 22 april 2019. Efter branden återstod enbart murade delar som rökgångar och skorstensstockar.

## Gården och parken

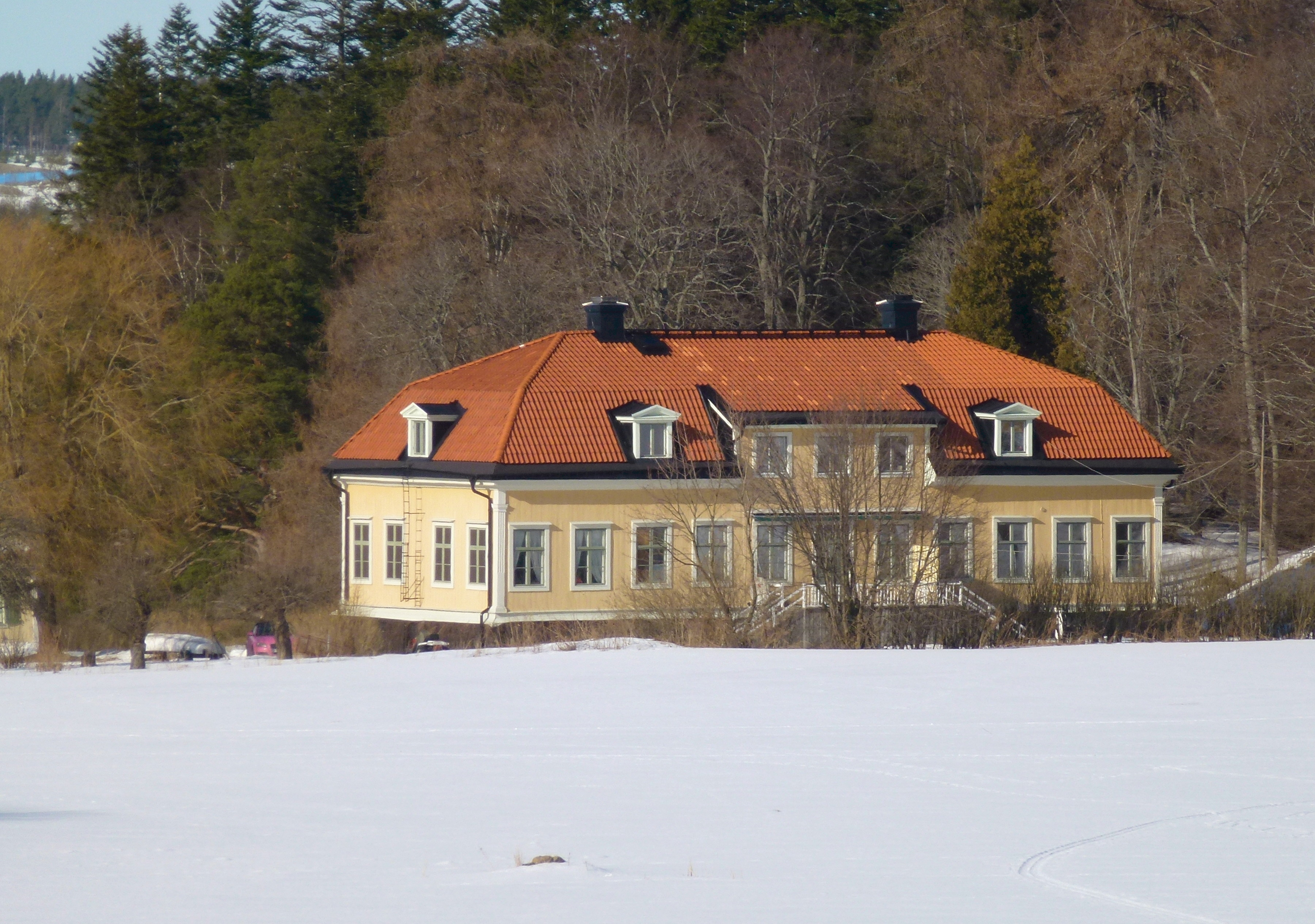
Huvudbyggnaden från syd, 2013.

Området där gården byggdes kallades tidigare Borg. Eftersom Liljencrantz dåvarande fru hette Eleonora, kallad Nora, blev gården kallad Noras borg och sedermera alltså Norsborg. Det har antagits att den nedbrunna huvudbyggnaden ritades av arkitekten Olof Tempelman, men inga ritningar finns bevarade. Byggnaden lades nära Mälaren en bit från den äldre gården Borg. Säteriet är ett typiskt exempel för den sengustavianska stilen. Huvudbyggnaden var klädd i gulmålad stående panel med vitmålade detaljer. Taket var valmat och brutet samt täckt med taktegel. Entréns fronton hade drag från antiken och bars upp av fyra kolonner. Huvudbyggnaden flankerades av de ännu kvarstående flyglarna. Intill infarten till gården finns stora ekonomibyggnader.
Liljencrantz lät också anlägga en engelsk park bland de gamla vikingagravarna intill gården, med ett litet rundtempel från 1812 som kallas Eleonoras paraply. Det förmodas att även templet är ritat av Olof Tempelman. I parken planterades många olika trädslag så som; ek, poppel, lärk, cypress, lind, bok och kastanj. Tanken med engelska parker var att de skulle vara naturliga och romantiska med många olika träd och slingrande gångar. I parken ligger också ett orangeri med en elegant kulissfasad. Parken vid Norsborgs herrgård räknas till Sveriges få välbevarade engelska parker. Vid stranden uppfördes 1859 (datering på vapen: MDCCCLIX) ett prydnadstorn efter ritningar av arkitekt Johan Fredrik Åbom.
Släkten Liljencrantz ägde gården till i slutet på 1800-talet. År 1901 förvärvades den av Stockholms stad för anläggning av Norsborgs vattenverk på markerna. Vattenverket tog sitt vatten från källsjön Bornsjön i närheten. Stockholm Vatten äger än i dag fastigheten, som är arrenderad av privatpersoner.
Huvudbyggnaden vid Norsborg kom att stå förebild för Ladviks gård i närbelägna Salem. Denna har i sin tur stått modell till Uttringe gård i samma kommun.

Övriga byggnader
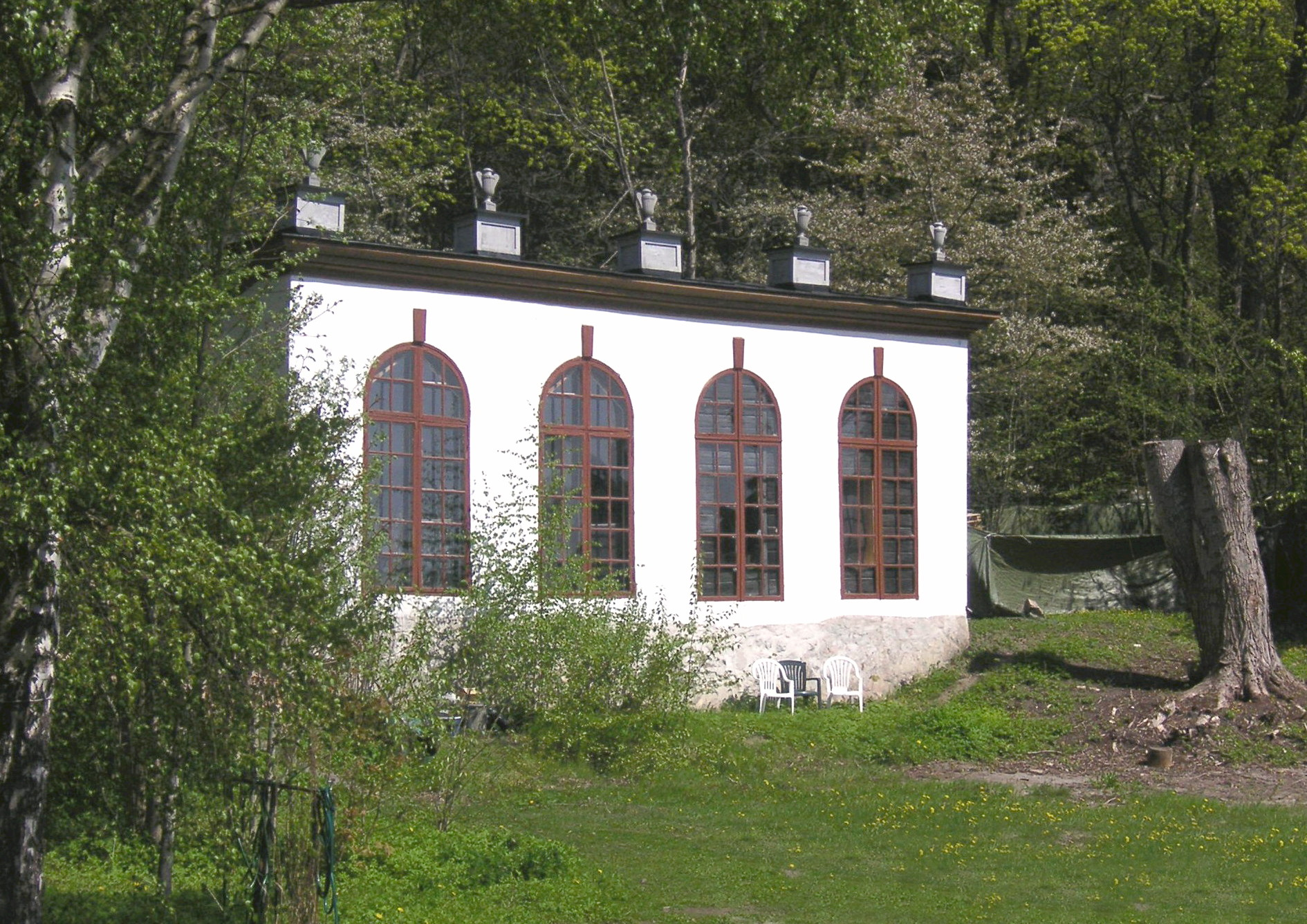
Orangeriet
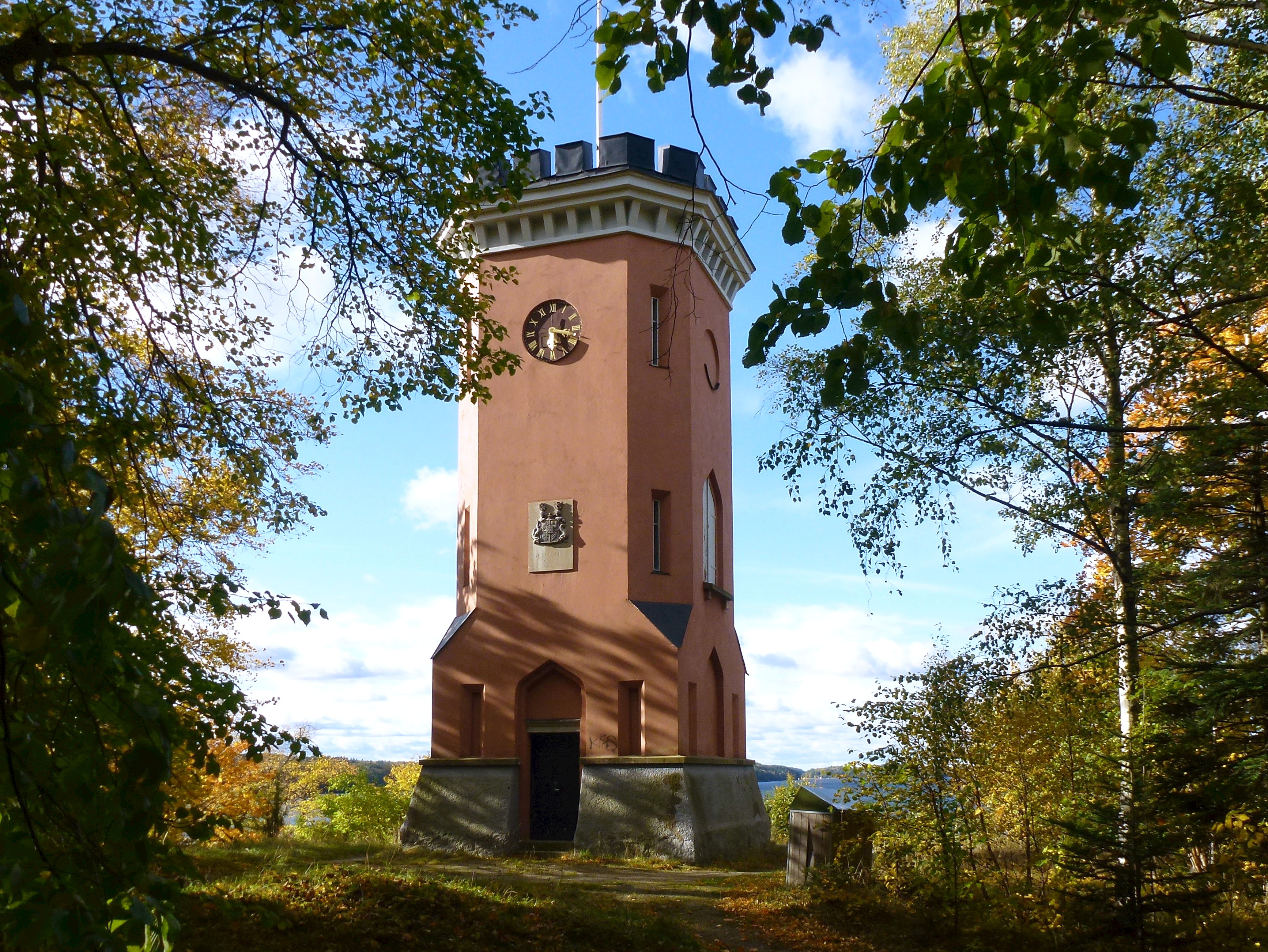
Prydnadstornet
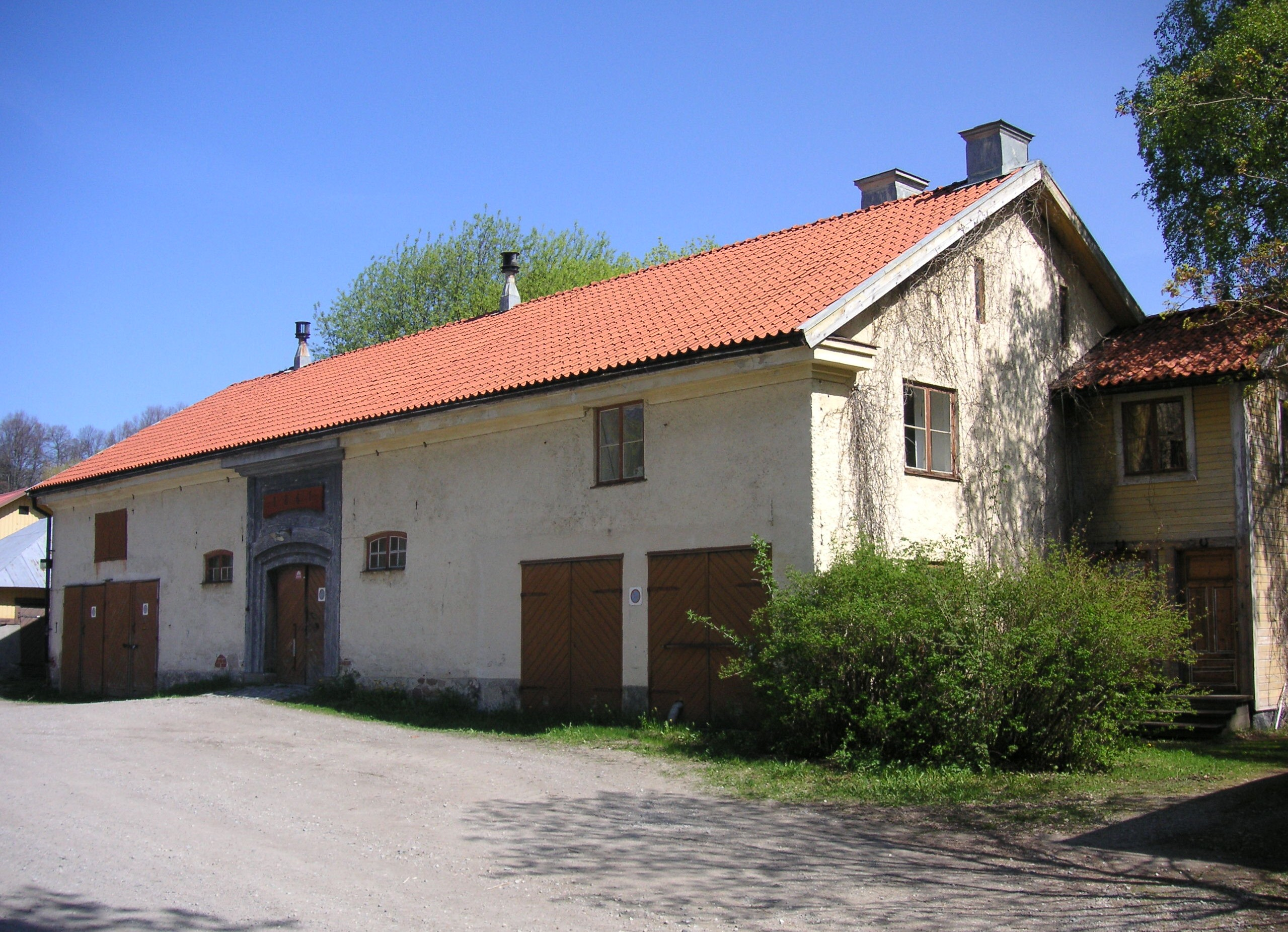
Ekonomibyggnader
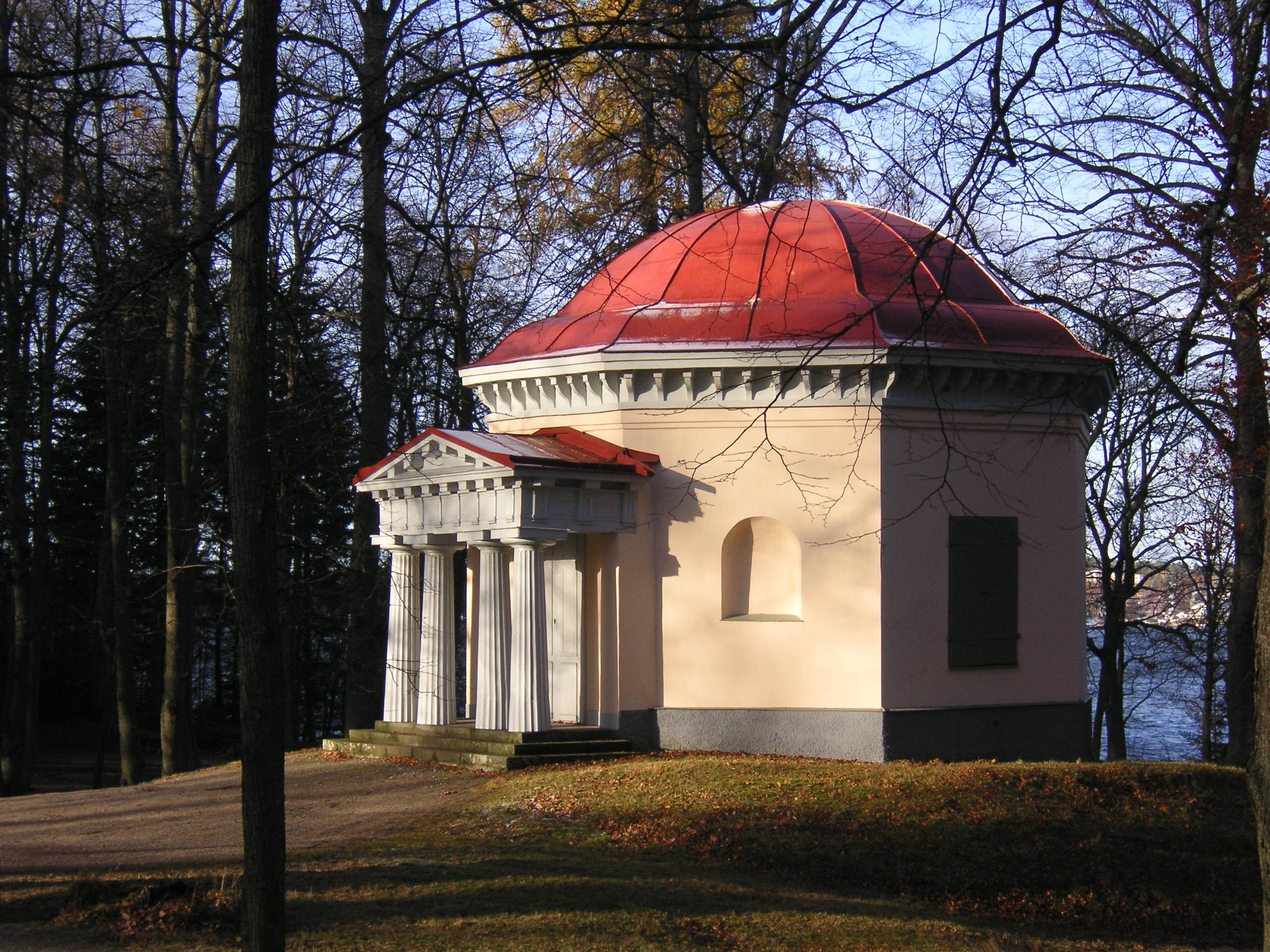
Templet "Eleonoras paraply"

## Branden
Huvudbyggnaden brann ner till grunden den 22 april 2019. Efter branden återstod enbart murade delar som rökgångar och skorstensstockar. Polisen utredde initialt branden som grov mordbrand men meddelade senare att inget tydde på att den var anlagd. I herrgårdens huvudbyggnad bodde två politiker, båda Sverigedemokrater, som klarade sig utan skador. 

Huvudbyggnaden efter branden
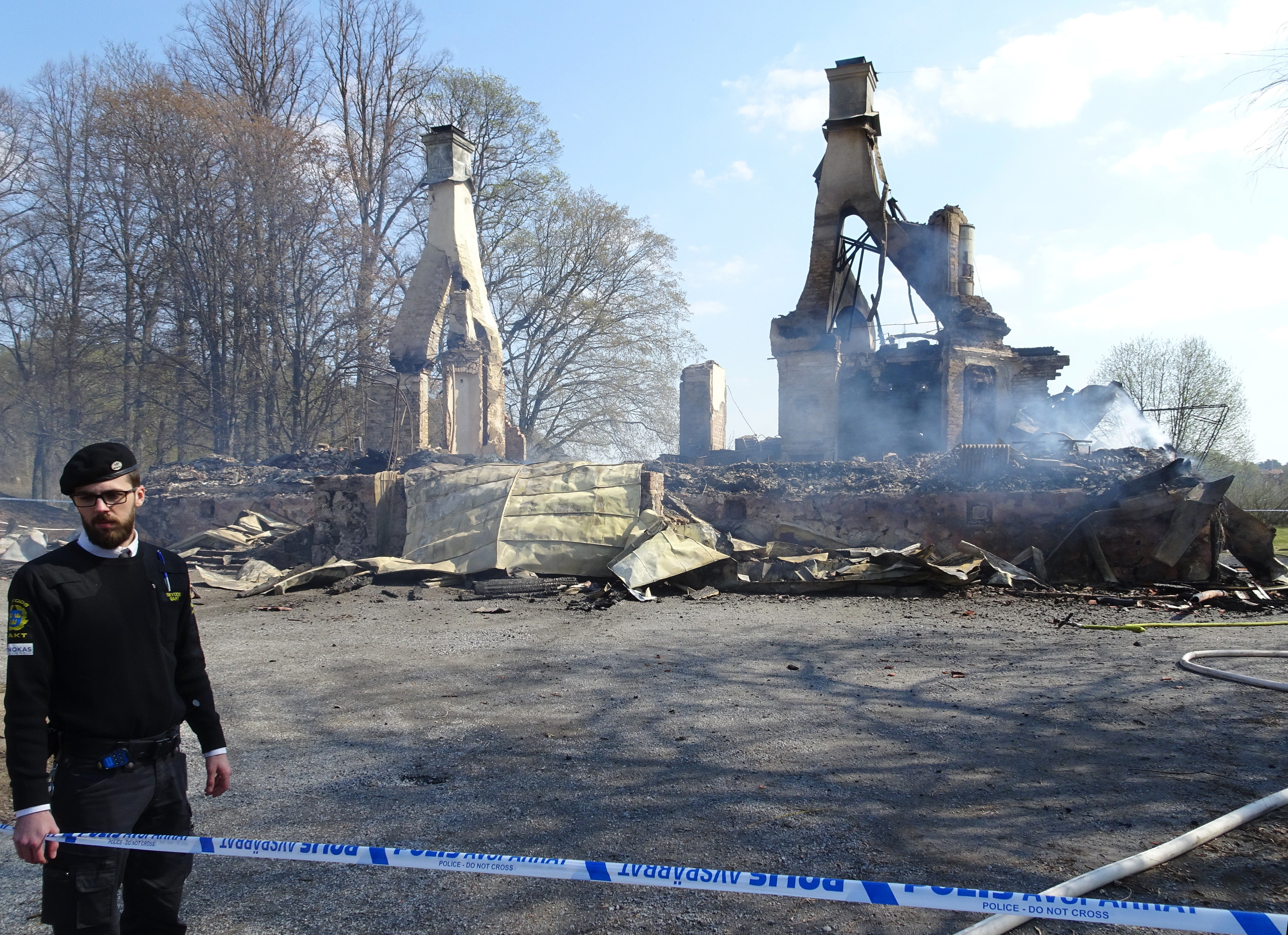
23 april 2019
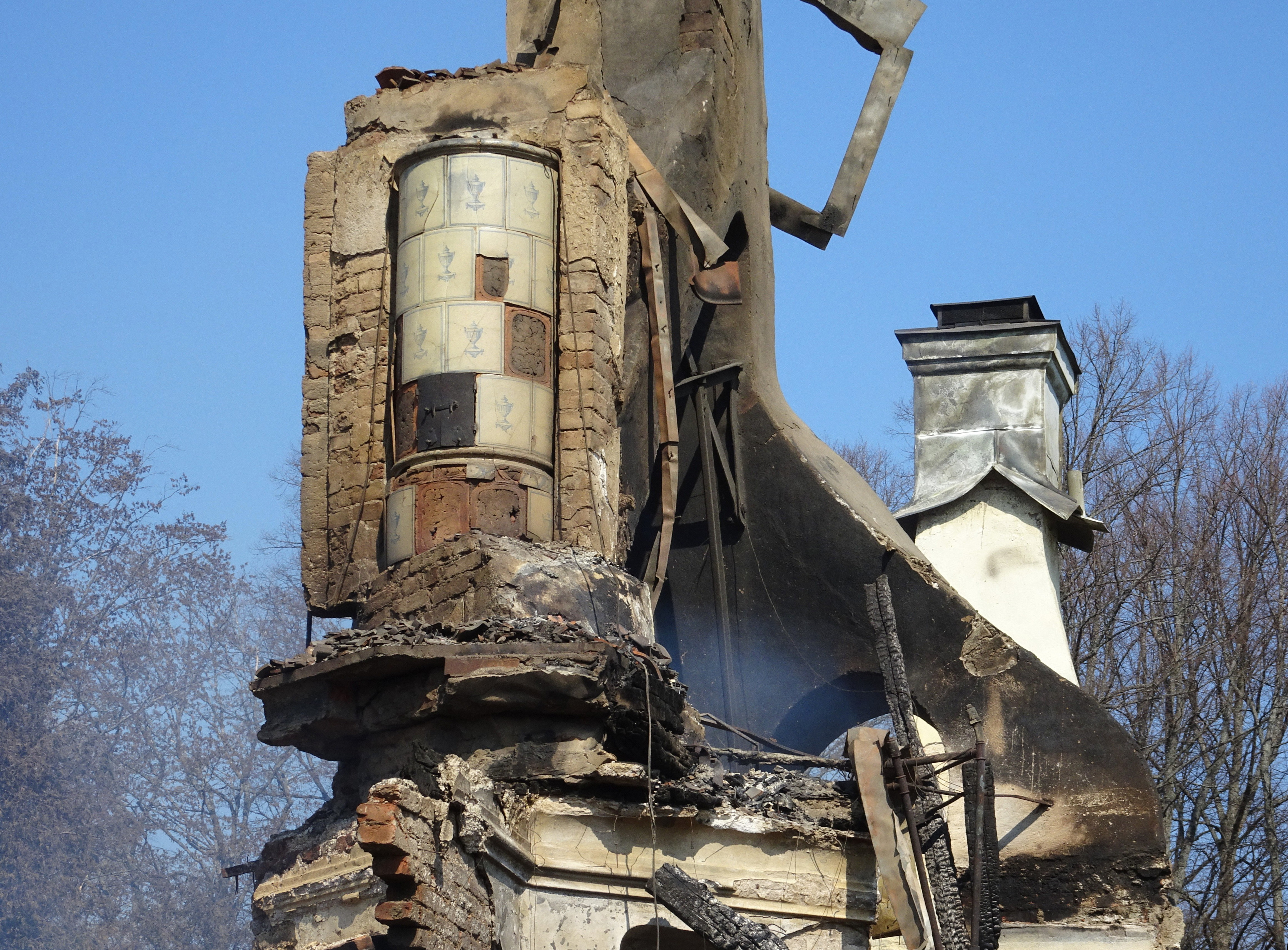
23 april 2019
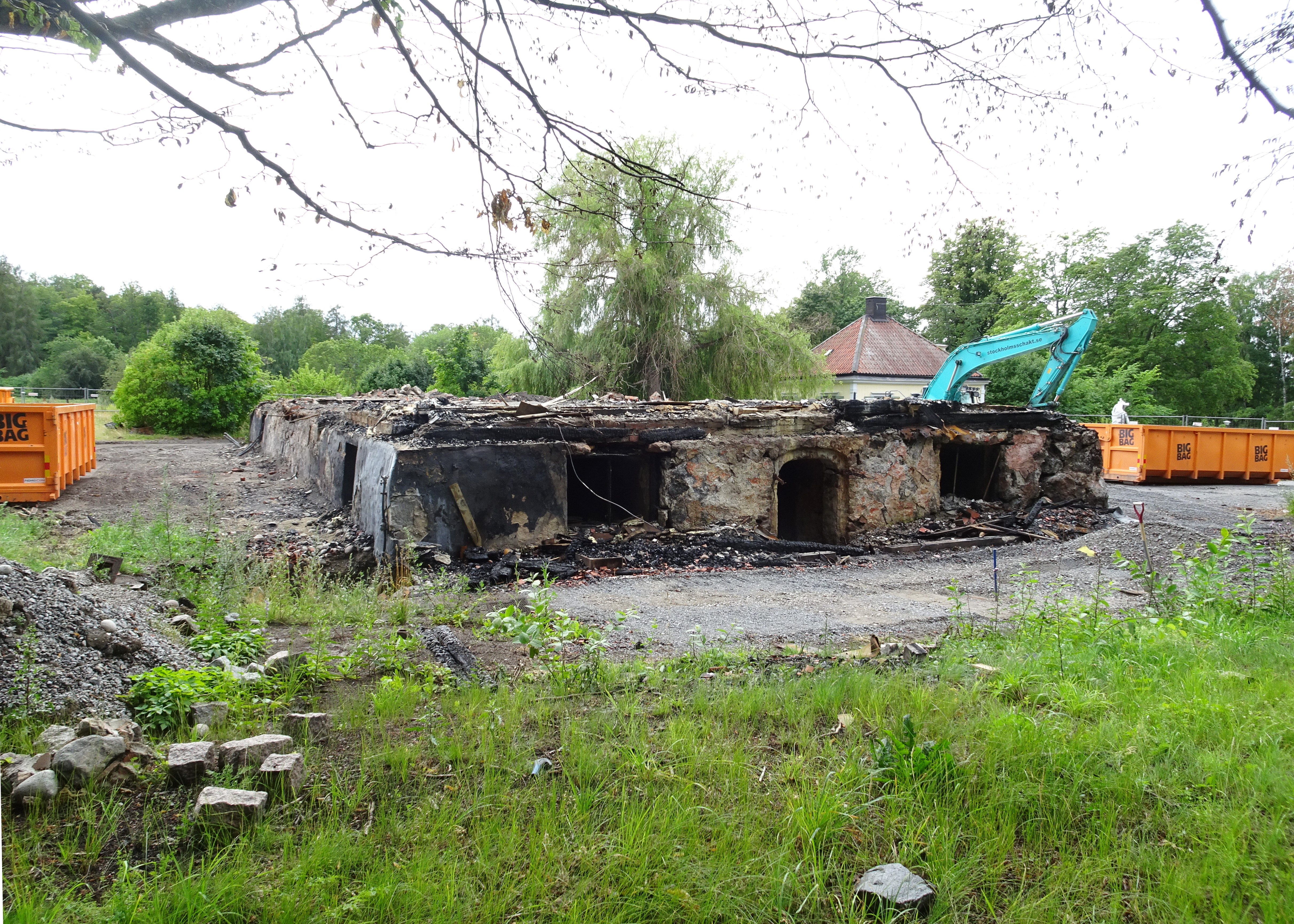
16 juli 2019
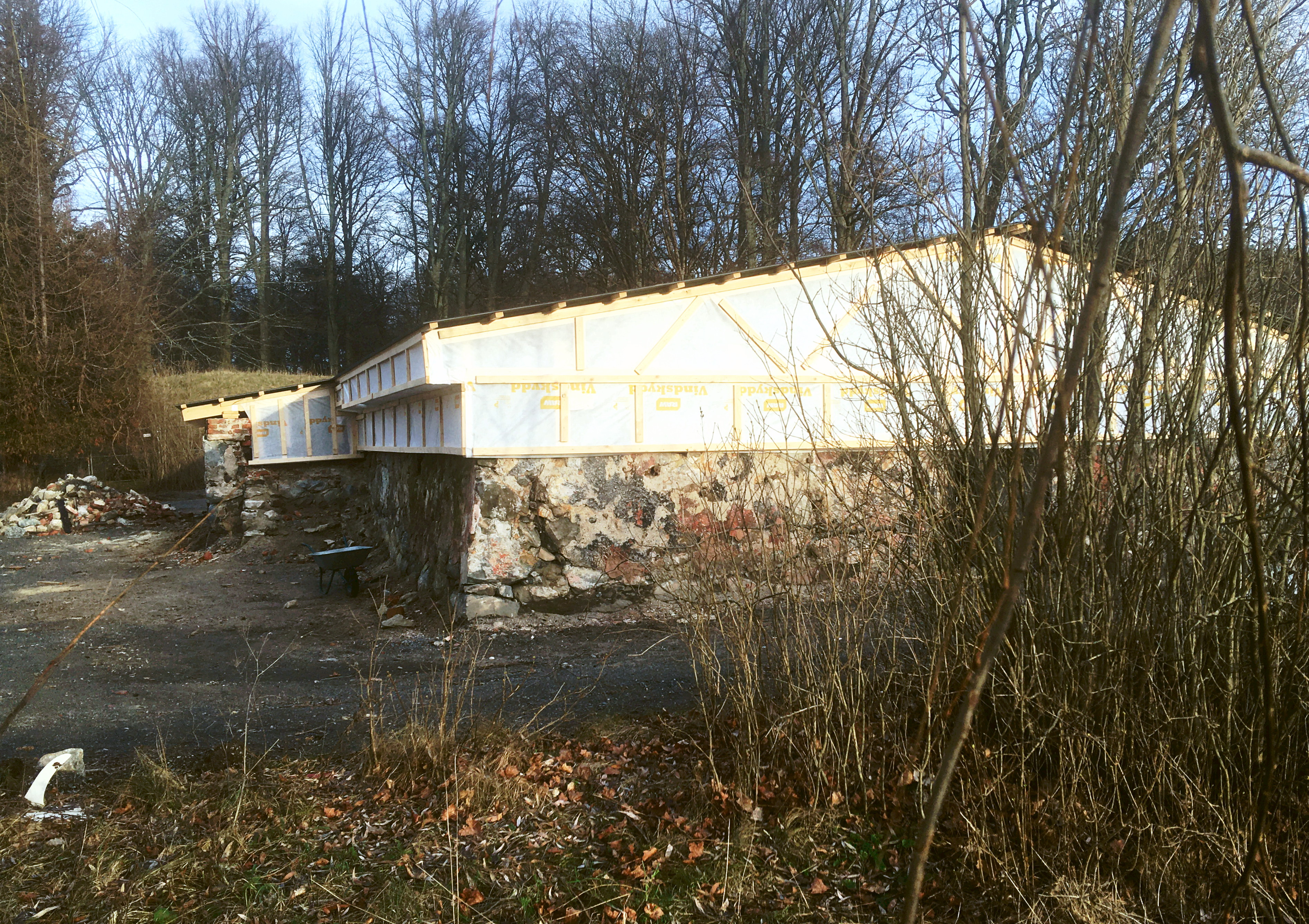
20 januari 2020